# 横手市立横手南中学校
横手市立横手南中学校（よこてしりつ よこてみなみちゅうがっこう）は、秋田県横手市赤坂にある公立中学校。

## 概要
横手南中学校は、横手第一中学校・旭中学校・栄中学校の統合によって1971年（昭和46年）に開校した学校であり、現行の校舎は1975年（昭和50年）に竣工したものである。
校名に「横手南」と冠するが、同市の横手南小学校とは進学前小学校という関係ではあるものの、校舎の隣接はしていない。最初に「横手南」を校名に冠したのは横手南小で、1947年（昭和22年）よりこの校名となっている。

## 沿革

### 略歴
1947年4月1日に施行された学校教育法により「中学校」が設けられることになり、旧横手市内には8つの中学校が誕生した。そのうち、横手南中の前身となる横手第一中学校・旭中学校・栄中学校もここで誕生している。ただ、発足時点で第一中は横手南小・横手工業、旭中は旭小、栄中は栄小に併設する形で開校している。第一中は1949年、旭中・栄中は1952年に独立校舎が竣工した。
第一中の発足当初、1年生は横手工業高校、2・3年生は横手南小にて授業を行っていたが、1949年に独立校舎が竣工、横手南小にて授業を受けていた生徒が新校舎へ移転、1951年に校舎を増築し、残りの生徒も新校舎へと移転した。
1971年4月、横手第一中学校・旭中学校・栄中学校の統合校として「横手南中学校」が発足。発足時点では各校舎にて授業を行っていたが、1975年に横手南中の校舎が竣工したことにより統合が完了した。2018年には山内中学校を統合している。

### 年表
以下、注釈の無い横手南中の項目は学校の公式サイト、統合3校は「横手市史 昭和編」の情報によるもの。
- 1947年4月1日 - 学校教育法により前身となる以下の学校が創立。
  - 横手町立横手第一中学校、旭村立旭中学校、栄村立栄中学校
  - 1月 - 第一中、独立校舎が竣工し横手南小から生徒が新校舎へ移動。
- 1951年
  - 2月 - 第一中、校舎を増築し、残りの生徒も新校舎へ移動。
  - 4月1日 - 市制施行と町村合併により各校とも「横手市立」を冠するようになる。
- 1952年4月 - 旭中・栄中、独立校舎が竣工。
- 1956年 - （2月）旭中・（8月）栄中、体育館が竣工。
- 1971年
  - 4月1日 - 「横手市立横手南中学校」として発足。
  - 7月15日 - 校章制定。
- 1972年
  - 8月10日 - 校舎建築起工式挙行。
  - 12月23日 - 校歌「ひとすじの道」制定。横手市民会館において、第一中、栄中、旭中の生徒1,200名が名目統合後はじめて一堂に会し、校歌披露発表会を挙行。
- 1975年
  - 3月 - 第一校舎、旭校舎、栄校舎にて閉校式挙行。
  - 4月1日 - 第1回入学式挙行。
  - 10月27日 - 新校舎落成式、校旗樹立式、校訓掲額式挙行。
- 2018年4月1日 - 横手市立山内中学校が本校に編入統合。

## 校歌
「ひとすじの道」
- 作詞：八木橋 雄次郎
- 作曲：小野崎孝輔

歌詞などは学校の公式サイトを参照。

## 学区
- 横手南小学校、栄小学校、旭小学校、山内小学校の通学区域[11]

## 周辺
- 国道107号
- 赤坂総合公園
  - 横手市赤坂総合公園野球場（グリーンスタジアムよこて）
- 秋田ふるさと村

## 著名な卒業生
- 寺田学（政治家）
- 寺田静（政治家）
- THE SxPLAY（歌手）